# Kanagram
Kanagram fue un reemplazo de KMessedWords, que apareció como una novedad en el lanzamiento de KDE 3.5
Es parte de Kdeedu, mezcla las letras en un anagrama y el usuario debe de adivinar la palabra que se ha formado. 
Kanagram incorpora características como varias listas de palabras, consejos, trucos, además de una interfaz al descubrir la palabra. También tiene un editor de vocabulario, de modo que cualquiera pueda elaborar su propio vocabulario y distribuirlo a través de su servicio de descarga KNeStuff.